# Cistus ladanifer
Espèce
Classification APG II (2003)
Le ciste porte-labdanum ou ciste à gomme (Cistus ladanifer ou Cistus ladaniferus) est un arbuste des régions méditerranéennes.

## Caractéristiques
- Arbuste de 1 m à 2,5 m de haut.
- Feuilles vert-sombre, opposées, sessiles, lancéolées, jusqu'à 10 cm de long et 1 cm de large.
- Grandes fleurs blanches, isolées, à la base généralement tachées de pourpre, très odorantes.
- Tiges et feuilles sont collantes.

## Répartition
Méditerranée occidentale : Espagne, Portugal, Sicile, Calabre, golfe de Naples, Algérie et Maroc.
Naturalisé en France en quelques points suffisamment chauds de la bordure méditerranéenne.

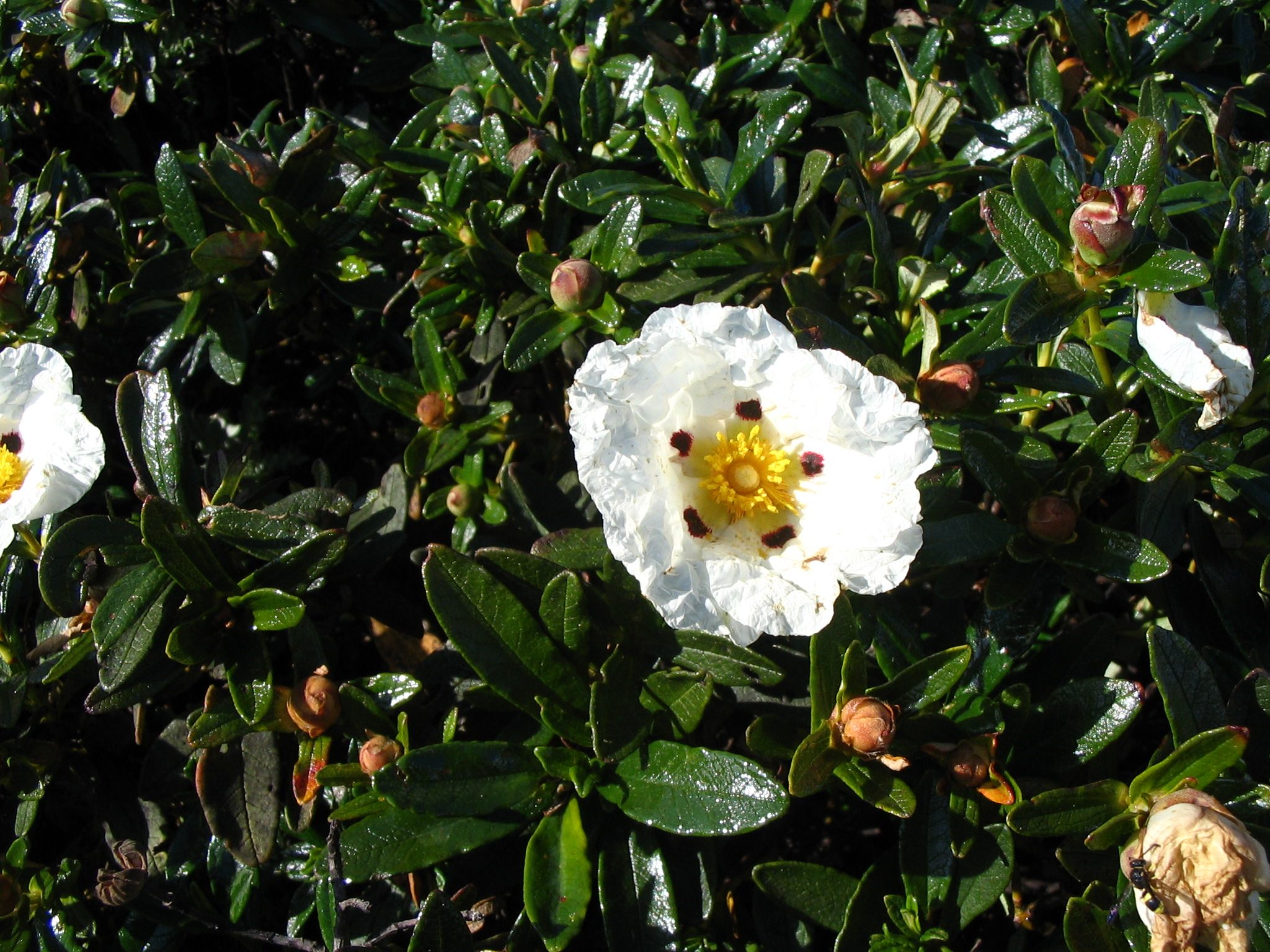
Cistus ladanifer hybride Cistus × lusitanicus

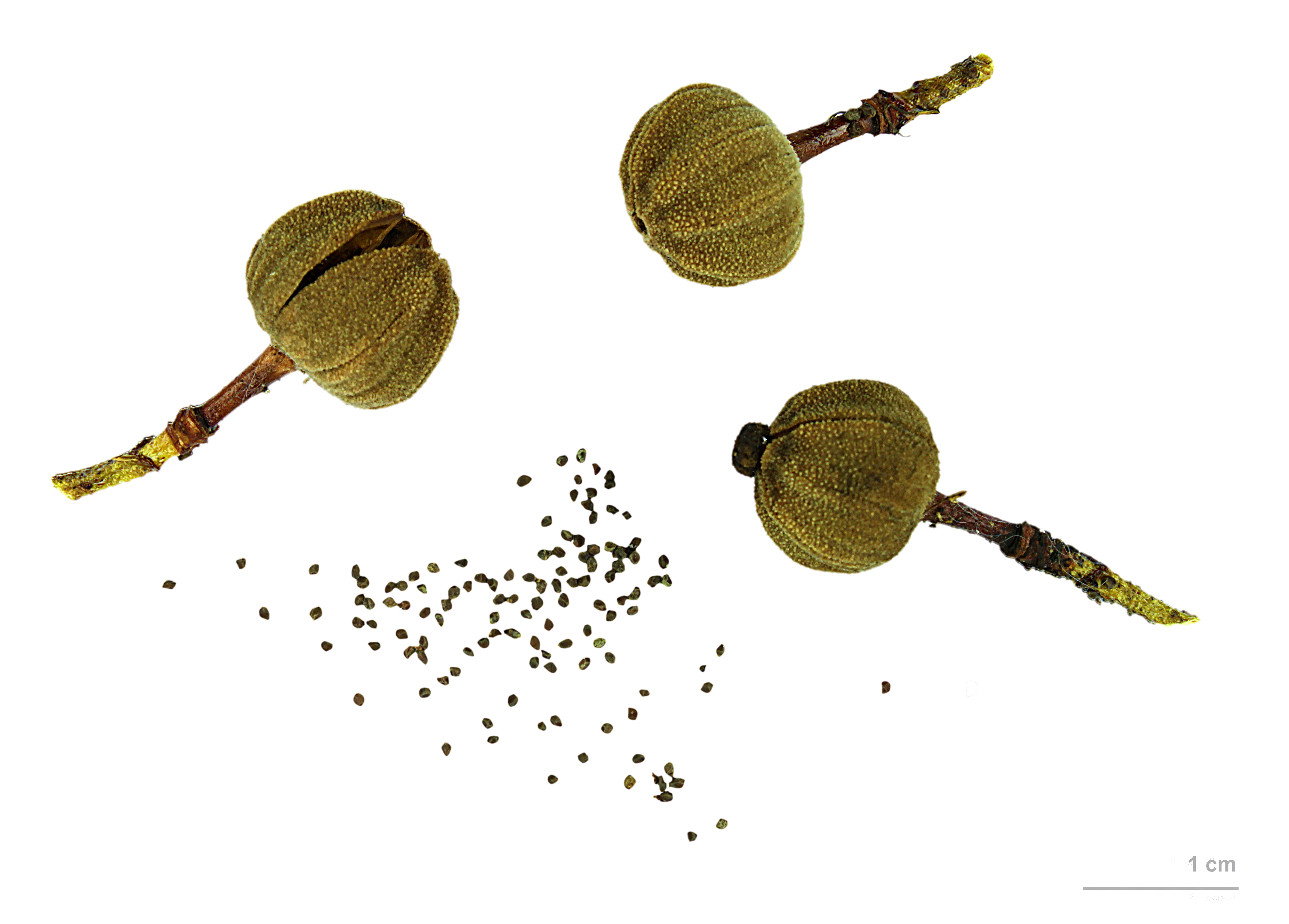
Cistus ladanifer - Muséum de Toulouse

## Utilisation
La gomme extraite de cette plante, le labdanum — à ne pas confondre avec le laudanum —, est utilisée en parfumerie.